# Џоунсвил (Мичиген)
Џоунсвил (енгл. Jonesville) град је у америчкој савезној држави Мичиген.

## Демографија
По попису из 2010. године број становника је 2.258, што је 79 (-3,4%) становника мање него 2000. године.
| Група             | 2000.         | 2010.         |
| Белци             | 2.213 (94,7%) | 2.121 (93,9%) |
| Афроамериканци    | 45 (1,9%)     | 47 (2,1%)     |
| Азијати           | 5 (0,2%)      | 21 (0,9%)     |
| Хиспаноамериканци | 42 (1,8%)     | 47 (2,1%)     |
| Укупно            | 2.337         | 2.258         |